# Eucereon servator
Eucereon servator là một loài bướm đêm thuộc phân họ Arctiinae, họ Erebidae.